# Heterotella pomponae
Heterotella pomponae är en svampdjursart som beskrevs av Henry M. Reiswig 2000. Heterotella pomponae ingår i släktet Heterotella och familjen Euplectellidae. Inga underarter finns listade i Catalogue of Life.